# Strada Tricolorului din Chișinău
Strada Tricolorului  (între 1834 - sf. secolului al XIX-lea – str. Iasskaia (Iași); între sf. secolului al XIX-lea - 1924 – str. Jukovskogo; în 1924-1931 – str. Iașilor; în 1931-1933 – str. C. Argintoianu; în 1933-1939 – str. Vasile Rudeanu; în 1939-1944 – str. Ieșilor; în 1944-1991 – str. Jukovskogo) este o stradă din centrul istoric al Chișinăului. 
De-a lungul străzii sunt amplasate o serie de monumente de arhitectură și istorie (Casa individuală, nr. 32, Casa de raport, nr. 35, Casa arhitectului Țîganco, Casa individuală, nr. 37, Casa individuală, nr. 40, Conacul urban al lui Starov, etc), precum și clădiri administrative (Federația Moldovenească de Fotbal și altele). 
Strada începe de la intersecția cu str. 31 August 1989, intersectând o arteră și încheindu-se la intersecția cu bd. Ștefan cel Mare și Sfânt.  

## Legături externe
- Strada Tricolorului  din Chișinău la wikimapia.org